# Pfarrkirche Weikendorf

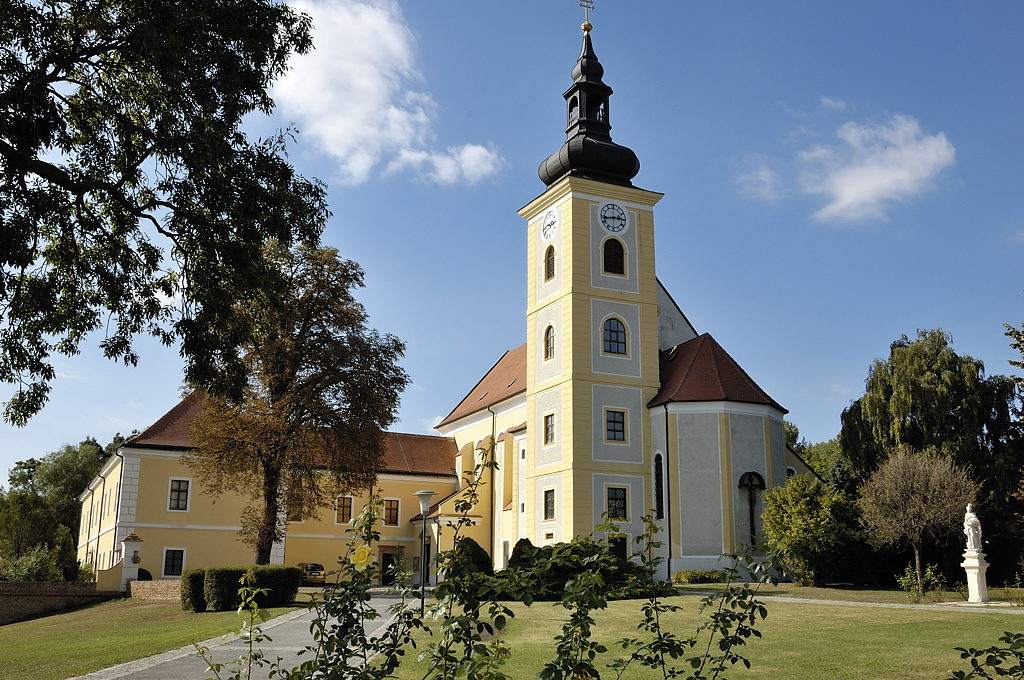
Katholische Pfarrkirche hl. Koloman in Weikendorf, links baulich verbunden das Pfarrschloss Weikendorf

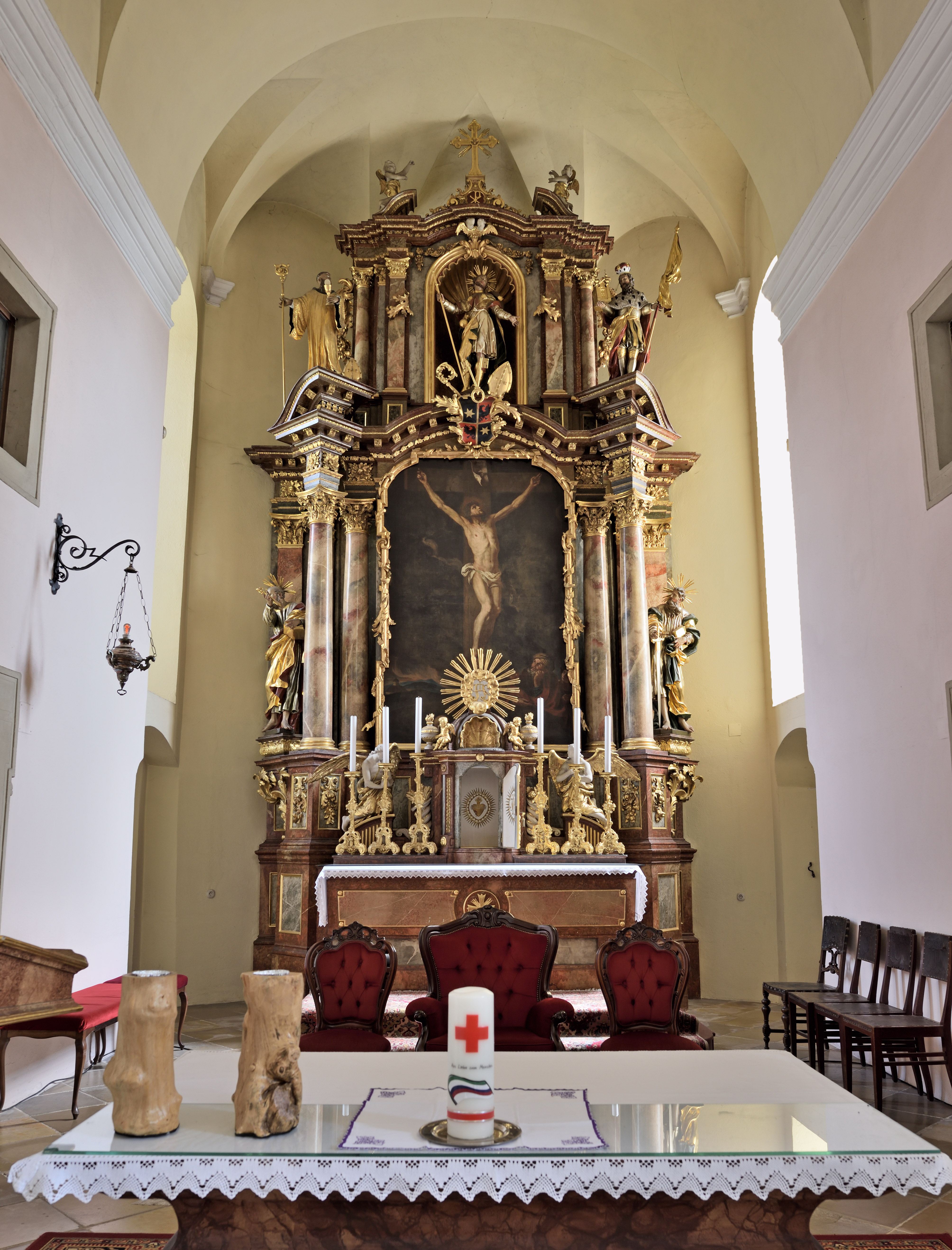
Im Chor, Blick zum Hochaltar

Die Pfarrkirche Weikendorf steht etwas erhöht im Westen des Ortes in der Marktgemeinde Weikendorf im Bezirk Gänserndorf in Niederösterreich. Die dem Patrozinium hl. Koloman unterstellte römisch-katholische Pfarrkirche – dem Stift Melk inkorporiert – gehört zum Dekanat Gänserndorf im Vikariat Unter dem Manhartsberg der Erzdiözese Wien. Die Kirche steht unter Denkmalschutz (Listeneintrag).

## Geschichte
Ursprünglich bestand eine bemerkenswerte wehrhafte mittelalterliche Anlage etwas erhöht im Westen des Ortes, ehemals von Bastionen, einem sternförmig angelegten Garten und einem Friedhof umgeben, Reste des Walles und des umgebenden Grabens sind erhalten.
Die Pfarre um 1050 ist seit 1462 dem Stift Melk inkorporiert. Im Türkenkrieg 1683 war ein großer Brand. Ab 1689 bis 1721 erfolgte der Wiederaufbau in der heutigen Form, das Pfarrschloss Weikendorf entstand unter Mitwirkung von Jakob Prandtauer.

## Architektur
Die ehemalige Wehrkirche wurde nach einem Brand als mächtige Barockkirche wiederaufgebaut. Der bemerkenswert einheitliche Barockbau integrierte das mittelalterliche Mauerwerk.
Das Kirchenäußere zeigt ein hohes Langhaus unter einem steilen Satteldach. Das westliche Langhausjoch ist in die Nordostecke des Pfarrschlosses baulich eingebunden. Die schlichte Fassade zeigt Rundbogenfenster und darüber Lunettenfenster zwischen hochgezogenen Strebepfeilern. Der wesentlich niedrigere eingezogene Chor hat schmale Rundbogenfenster flankiert vom Turm im Süden und eine schlichte barocke Sakristei im Norden. Der wuchtige viergeschoßige Südturm als ehemaliger Wehrturm zeigt Ortbandgliederung, Rechteckfenster in den beiden unteren Geschoßen, darüber Rundbogenfenster, er trägt einen Pyramidenhelm. Die Langhaussüdwand hat zwei Portalanlagen, links mit einer Vorhalle mit dem Melker Stiftswappen im Dreieckgiebel, rechts mit einem zweigeschoßigen Turmaufgang mit kleinen Quaderfenstern und einem Spitzgiebel, dazwischen mit einem Zugang zum Oratorium. Die Langhausnordwand hat einen neueren Portalvorbau mit einem ehemaligen Zugang zum Friedhof, heute eine Kapelle.
Das Kircheninnere zeigt ein hohes fünfjochiges Langhaus unter einem Tonnengewölbe mit Stichkappen über Gurten auf kräftigen Wandpfeilern, welche seichte Nischenarkaden bilden, es gibt ein durchlaufendes reich gegliedertes Gebälk. Im Westen befindet sich ein tiefes Orgeljoch mit einer zweiteiligen kreuzgratunterwölbten Orgelempore auf starken Pfeilern. Der Triumphbogen zeigt Putzfelder. Der wesentlich schmälere einjochige Chor hat ein Kreuzgratgewölbe und einen Dreiseitschluss. Die nördliche Sakristei hat eine Flachdecke mit einem Stuckspiegel. Das Turmerdgeschoß ist kreuzgratgewölbt.

## Ausstattung
Die bemerkenswerte barocke Ausstattung hat einen Hochaltar aus dem Anfang des 18. Jahrhunderts, der zweigeschoßige Säulenaltar zeigt das Altarblatt Christus am Kreuz, gemalt von Hans Adam Weißenkirchner 1682 mit den Seitenfiguren der Heiligen Peter und Paul, darüber in einer Muschelnische die Figur hl. Koloman flankiert von den Figuren der Heiligen Leopold und Benedikt und dem Melker Wappen. Über dem Altarblatt befindet sich ein geschnitztes Wappen zu Abt Berthold Dietmayr (1700–1739). Der Tabernakel entstand um 1800.
Die bemerkenswerte barocke Orgel mit 12 Registern baute Gottfried Sonnholz 1752, das reich dekorierte Gehäuse ist in ein Rokokoemporengitter eingebunden, davor befindet sich ein reiches Schaugitter. Eine Glocke nennt Bartholomäus Kaffel 1828.